# Petrus-Kirche (Berlin-Spandau)

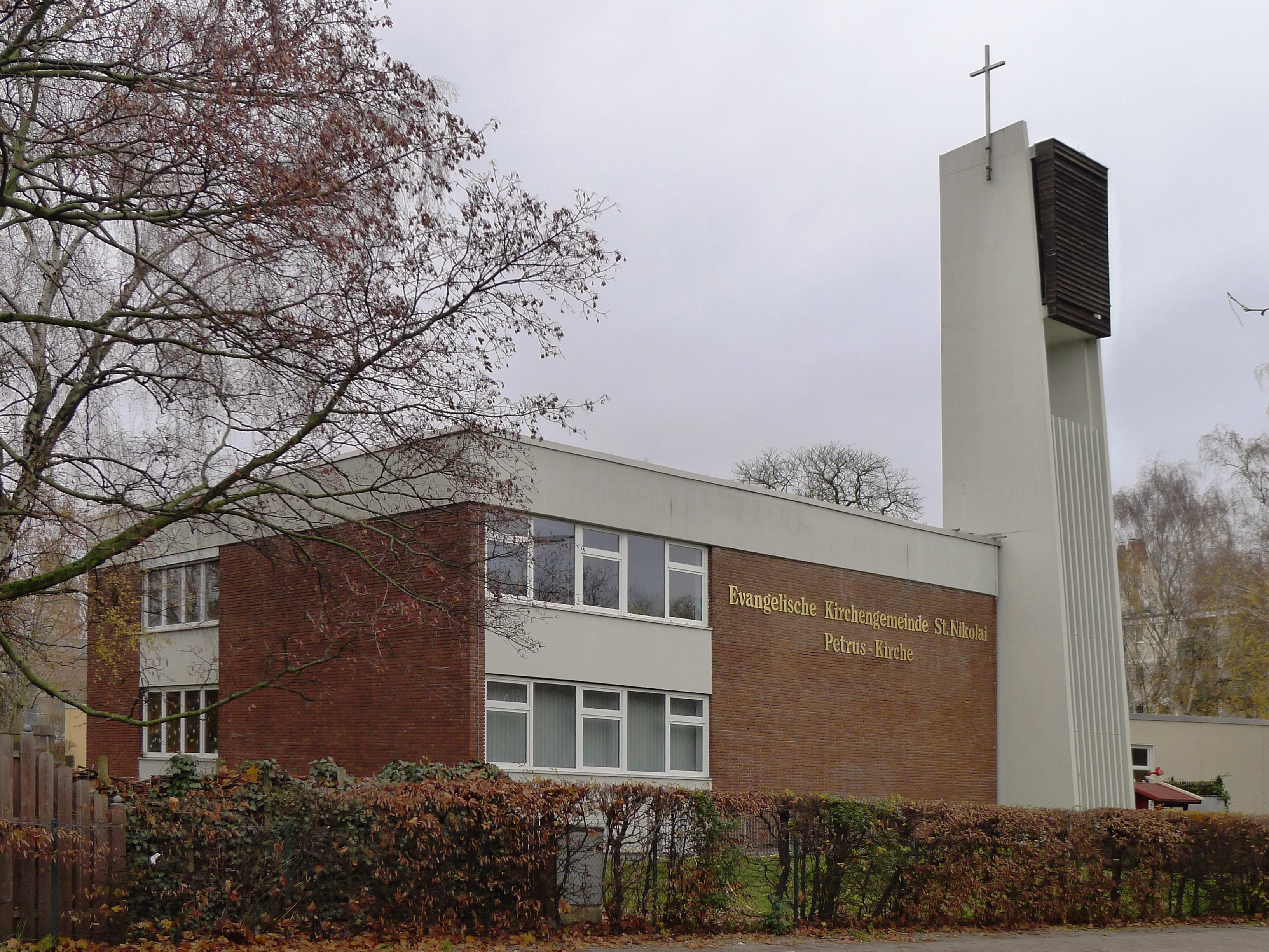
Petrus-Kirche

Die Petrus-Kirche ist Bestandteil eines Gemeindezentrums in der Grunewaldstraße 7 nahe der Ruhlebener Straße im Ortsteil Spandau des gleichnamigen Berliner Bezirks. Der Bau geht auf Pläne des Architekten Georg Lichtfuß zurück. Die Einweihung des als Stahlbetonskelettbau errichteten Kirchengebäudes erfolgte am 20. Dezember 1964, die übrigen Gebäudetrakte wurden am 11. April 1965 eingeweiht.

## Geschichte
Mit der Verlegung des Königliches Gießhauses und der Geschützwerkstätten nach Stresow und der Industrialisierung des ehemaligen Fischerdorfes Tiefwerder wuchs die Bevölkerung in den beiden Ortslagen stark an. Die entstehende Kirchengemeinde im Pfarrbezirk Ost der Nikolaikirche hatte kein eigenes Gotteshaus, Mittelpunkt des kirchlichen Lebens war ein Schulgebäude in Tiefwerder. Im Zweiten Weltkrieg wurde das Schulgebäude zerstört, nunmehr fanden die Gottesdienste in Gasthäusern statt. Zur Abgrenzung von Nikolaus, dem Schutzpatron der alten Spandauer Gemeinde, wählte die neue Gemeinde Petrus zum Namenspatron für das neue Gemeindezentrum.
Bevor das Gemeindezentrum mit der Petrus-Kirche entstand, richtete der junge Pfarrer Ernst Lange 1960 am Brunsbütteler Damm 17 in einer ehemaligen Bäckerei eine Ladenkirche ein. Er brachte die Idee, Kirche zu den Menschen zu bringen, nach Berlin. Nicht in einem feierlichen Kirchraum, sondern im Laden um die Ecke sollte über biblische, kirchliche und gesellschaftliche Themen diskutiert und sonntags Gottesdienste am runden Tisch gehalten werden, bei dem die Gemeinde nach der Predigt mitredete. Die Gemeinde entstand zur kirchlichen Versorgung von Teilen des Gemeindegebiets der Nikolaikirche und des Gemeindehauses Klosterfelde und wurde am 1. Januar 1970 selbstständig.
Die Gemeinden der Petrus-Kirche und der Ladenkirche schlossen sich 1998 schließlich wieder mit der Muttergemeinde St. Nikolai zusammen; im Januar 2004 wurde der Standort der Ladenkirche aufgegeben und ihre Aktivitäten in die Räume der Petrus-Kirche verlegt.

## Baubeschreibung
Der winkelförmig angeordnete dreiflügelige Gebäudekomplex gruppiert sich um einen offenen Hof. Er besteht aus einem Gebäudetrakt mit unregelmäßigem fünfeckigen Grundriss, der zum größten Teil von der fünfeckigen Saalkirche eingenommen wird, und zwei weiteren Trakten, die das Pfarrhaus und Gemeinderäume umfassen. Die Wände des fünfeckigen Gebäudetraktes sind außen mit roten Klinker verblendet, oben sind sie durch ein Attikaband in Sichtbeton abgeschlossen.
Der Kirchsaal öffnet sich zum Hof durch ein großes von Siegmund Hahn gestaltetes Farbglasfenster. An der Rückwand befindet sich eine Falttür, mittels derer der Kirchraum um den dahinter liegenden Gemeindesaal erweiterbar ist. Vor der nordöstlichen fensterlosen Stirnwand liegt das Podest für den Altar, daneben ein Erker für das Taufbecken. Das Kirchengestühl besteht aus schlichten hölzernen Bänken, die normalerweise auf den Altar ausgerichtet sind. Innen sind die Wände weiß gestrichen, ebenso die Betonwände des Tauferkers. Die Decke ist mit Brettern verschalt.

## Glocken
Der Glockenturm steht seitlich vor dem fensterlosen Teil der Fassade gegenüber dem Farbglasfenster und tritt halb aus ihr hervor. Er ist aus den zwei Seitenwänden des Tauferkers hochgezogenen und verjüngt sich nach oben. Hinter den senkrechten Lamellen der Glockenstube hängt ein Geläut aus drei Bronzeglocken, das von Petit & Gebr. Edelbrock gegossen wurde.
| Schlagton | Gewicht (kg) | Durchmesser (cm) | Höhe (cm) | Inschrift               |
| --------- | ------------ | ---------------- | --------- | ----------------------- |
| a′        | 450          | 92               | 74        | VON DER GEMEINDE / 1964 |
| c′′       | 265          | 76               | 62        | FÜR DIE GEMEINDE / 1964 |
| d′′       | 180          | 67               | 59        | 1964                    |